# Macroprora
Macroprora is een geslacht van vlinders van de familie uilen (Noctuidae), uit de onderfamilie Hadeninae.

## Soorten
- M. chionobola Turner, 1941
- M. oostigma Turner, 1929
- M. symprepes Turner, 1933